# Église Saint-Thomas de Malayattoor
Pour les articles homonymes, voir église Saint-Thomas.
L’église Saint-Thomas de Malayattoor est une église rattachée à l’archéparchie d’Ernakulam-Angamaly (en) de l’Église catholique syro-malabare située dans la municipalité d’Angamaly, dans l’État indien du Kérala. L’Église catholique reconnaît au site — qui couvre aussi une précédente église, devenue trop petite — le statut de sanctuaire international depuis 2004, ou 2005.

## Historique
Le 24 avril 2004, l’archevêque majeur et cardinal Varkey Vithayathil annonce que l’église passe du statut de sanctuaire diocésain à celui de sanctuaire international.

## Description
Le sanctuaire est construit en haut d’une colline.

## Illustrations

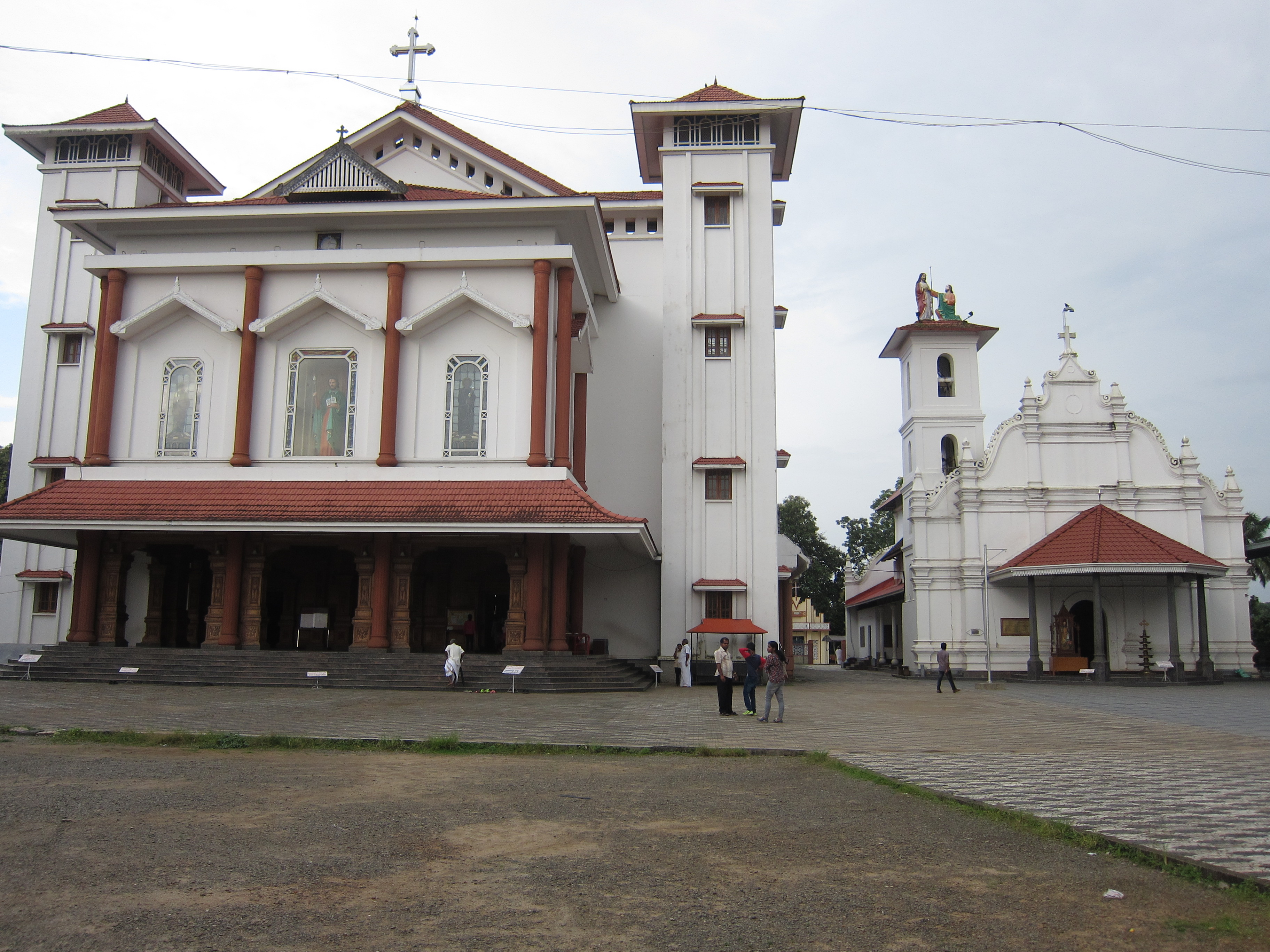
Les deux églises.
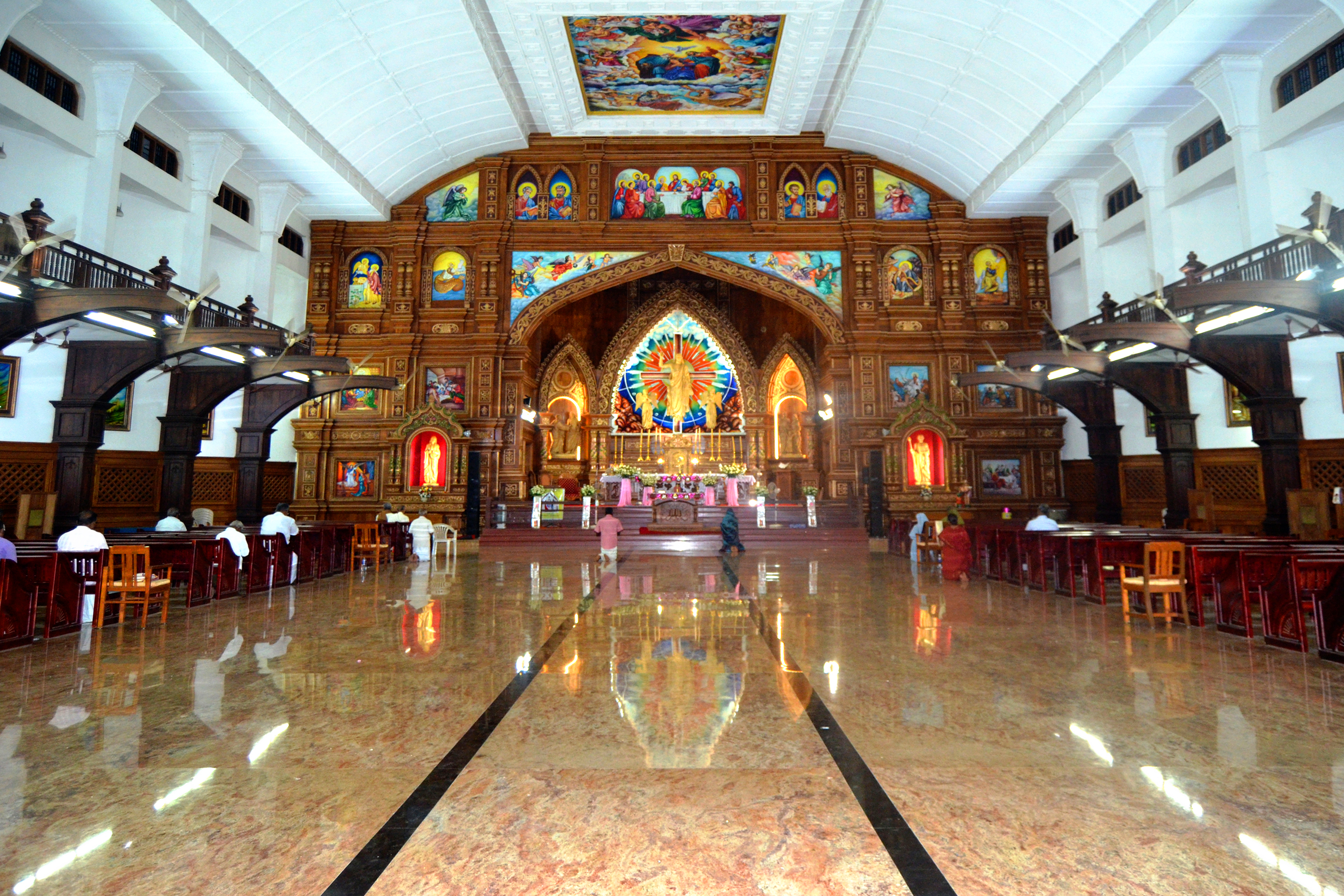
Intérieur de l’église.
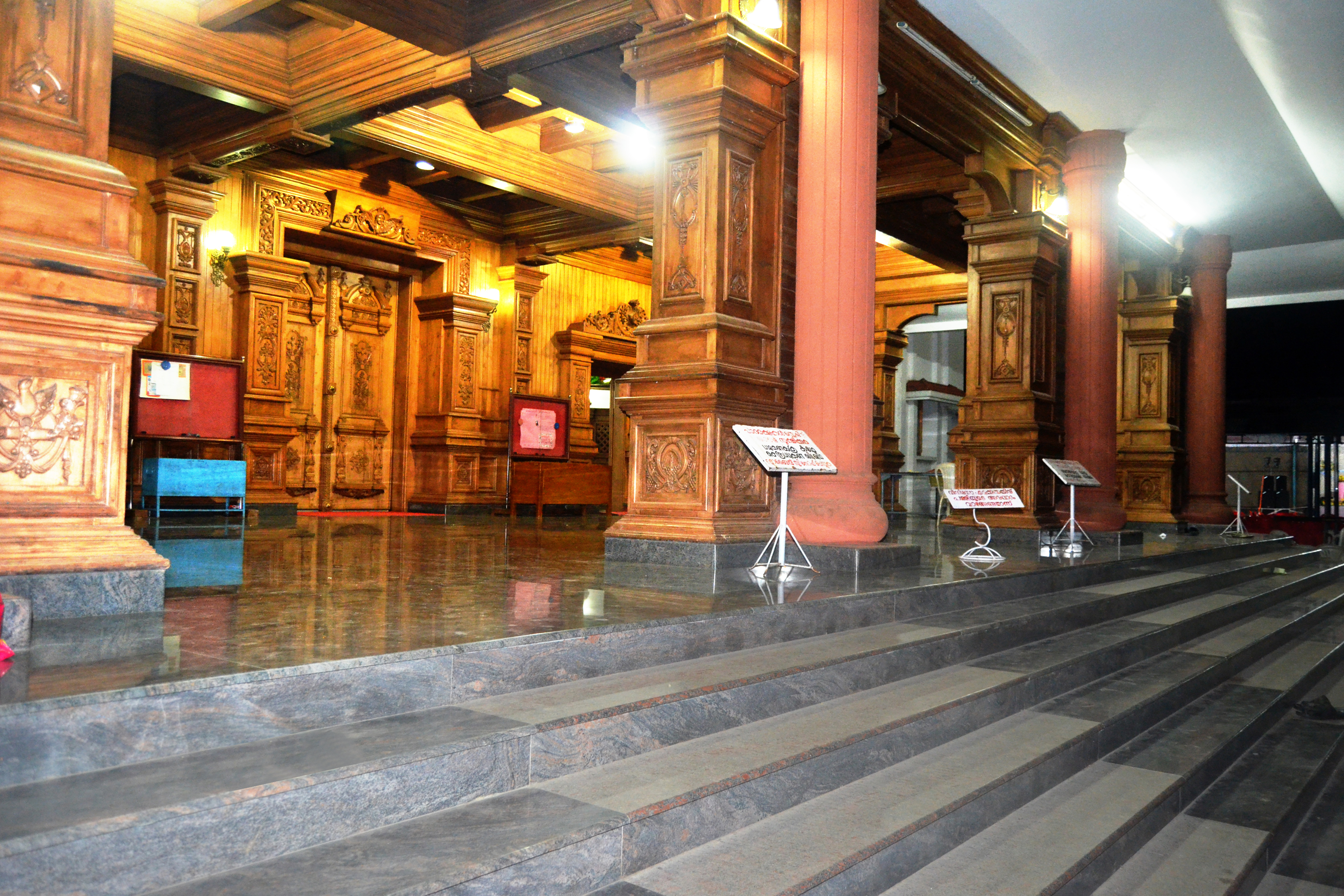
Entrée principale.
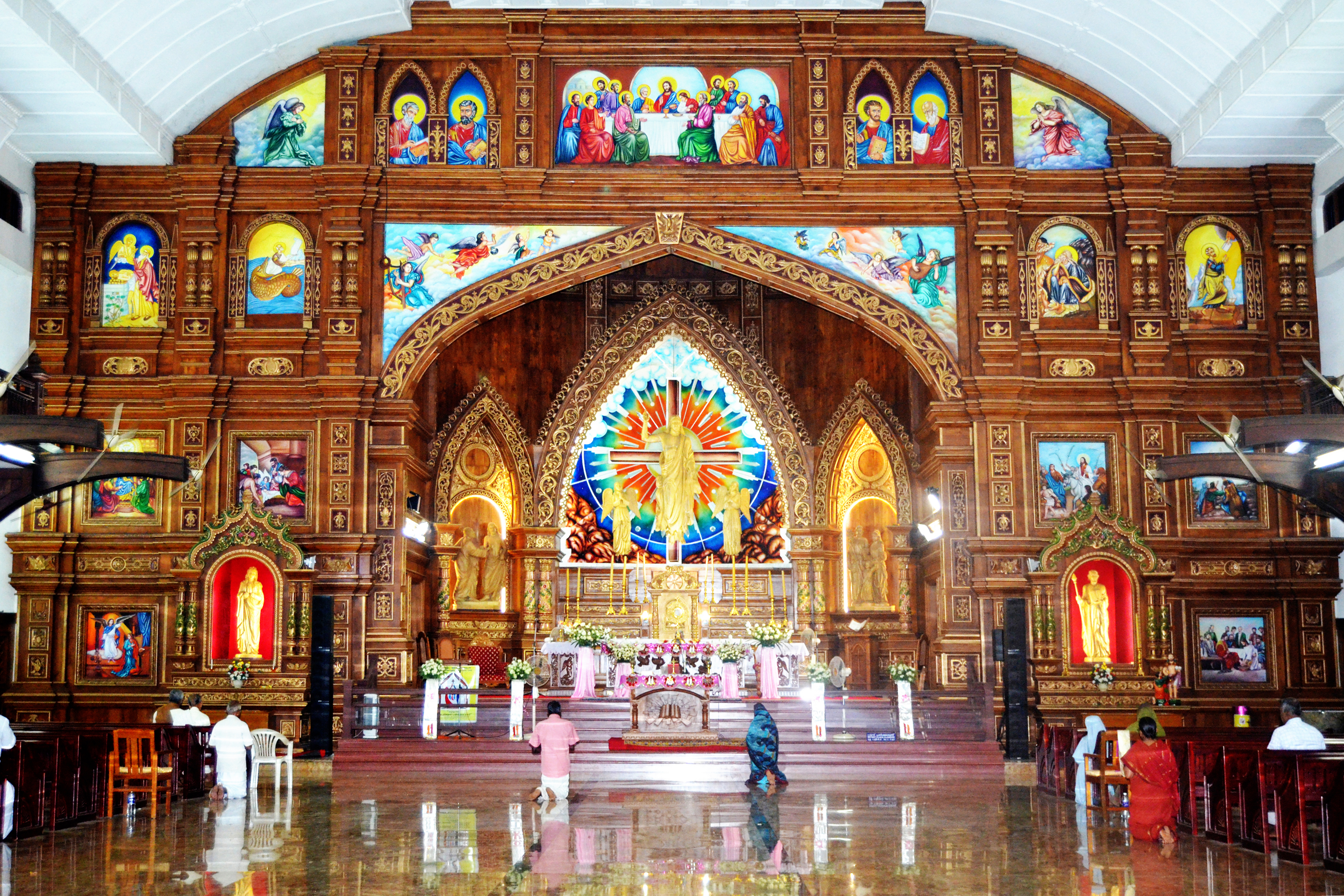
Vue de l’autel.

## Célébrations
Les principales célébrations qui se déroulent dans le sanctuaire sont :
- Puthunajayar, le premier dimanche après Pâques ;
- la Saint-Thomas, le 3 juillet ;
- la fête de la Croix, le 14 septembre.